# Ontherus lobifrons
Ontherus lobifrons är en skalbaggsart som beskrevs av François Génier 1996. Ontherus lobifrons ingår i släktet Ontherus och familjen bladhorningar. Inga underarter finns listade i Catalogue of Life.